# Cardex
Kardex é o antigo sistema de arquivos de fichas e um armário. No armário as fichas são colocadas em uma determinada ordem: assunto, título, cliente etc. Essa metodologia era usada para organizar o inventário de almoxarifados, armazéns, fichas de pacientes em hospitais e muito mais. 
Seu nome é aportuguesado da empresa estadunidense Kardex , que derivou da Rand Ledger, fundada em 1898. Inicialmente focada em sistemas indexados de arquivos de fichas, tornou-se sinônimo do arquivamento de informação pré-informática. A empresa hoje é sediada na Suíça e é focada em sistemas informatizados. 